# Viêm màng phổi
Viêm màng phổi là tình trạng viêm của màng bao quanh phổi và lót khoang ngực (màng phổi). Điều này có thể dẫn đến đau ngực dữ dội trong khi thở. Đôi khi cơn đau có thể là cơn đau âm ỉ liên tục. Các triệu chứng khác có thể bao gồm khó thở, ho, sốt hoặc giảm cân, tùy thuộc vào nguyên nhân cơ bản.
Nguyên nhân phổ biến nhất là nhiễm virus. Các nguyên nhân khác bao gồm viêm phổi, thuyên tắc phổi, rối loạn tự miễn dịch, ung thư phổi, sau phẫu thuật tim, viêm tụy, chấn thương ngực và bệnh bụi phổi. Đôi khi nguyên nhân vẫn chưa được biết. Cơ chế cơ bản liên quan đến sự cọ xát của màng phổi thay vì lướt nhẹ. Các điều kiện khác có thể tạo ra các triệu chứng tương tự bao gồm viêm màng ngoài tim, đau tim, viêm túi mật và tràn khí màng phổi. Xét nghiệm chẩn đoán có thể bao gồm X-quang ngực, điện tâm đồ (ECG) và xét nghiệm máu.
Điều trị phụ thuộc vào nguyên nhân cơ bản. Paracetamol (acetaminophen) và ibuprofen có thể được sử dụng để giảm đau. Đo phế dung khuyến khích có thể được khuyến nghị để khuyến khích hơi thở lớn hơn. Khoảng một triệu người bị ảnh hưởng ở Hoa Kỳ mỗi năm. Mô tả về ngày tình trạng từ ít nhất là sớm nhất là 400 trước Công nguyên bởi Hippocrates.